# Heilige Rochus door Christus aangesteld tot patroon van de pestlijders
De Heilige Rochus door Christus aangesteld tot patroon van de pestlijders, ook bekend onder de titel De pestlijders, is een altaarstuk door Peter Paul Rubens (erkend als Vlaams Topstuk en deel van Vlaamse Meesters in Situ) dat zich bevindt in de Sint-Martinuskerk te Aalst.

## Inhoud
Het schilderij De pestlijders vormt het hoofdtafereel van het altaar van de Heilige Rochus in de Sint-Martinuskerk.
De Heilige Rochus, geboren in Montpellier, was een van de belangrijke pestheiligen. Na de dood van zijn ouders, eind 13de eeuw, schonk hij zijn goederen weg en trok als pelgrim naar Rome. In verschillende Italiaanse steden verzorgde hij zieken, vooral pestlijders. Sommige genas hij door het kruisteken over hen te maken. Zelf besmet, trok hij zich terug in de woeste natuur om te sterven, maar hij genas op miraculeuze wijze; dagelijks kwam een hond hem een brood brengen. Na vele jaren keerde Rochus terug naar Montpellier, waar hij echter niet herkend werd en als spion gevangengezet werd. Volgens de Legenda aurea werd Rochus enkele dagen voor zijn dood in zijn kerker gewekt door een verblindend licht: een glanzende engel bracht hem de tijding dat hij voortaan de patroon zou zijn van de pestlijders.
In het altaarstuk in de Sint-Martinuskerk knielt de Heilige Rochus van Montpellier neer op een stenen platform. De verrezen Christus verschijnt voor hem en wijst naar een engel die een tablet in de handen draagt met daarop de woorden: ERIS IN PESTE PATRONUS (Gij zult de patroon zijn van de pestlijders). Rochus is uitgebeeld volgens de iconografische traditie: gekleed in pelgrimsuitrusting, met ontbloot bovenbeen, en met een hond aan zijn zijde. In het onderste register van het schilderij, op matrassen en strobundels, zijn doodzieke pestlijders te zien die hun beschermheilige met smekende gebaren vragen om zijn voorspraak.

## Invloed

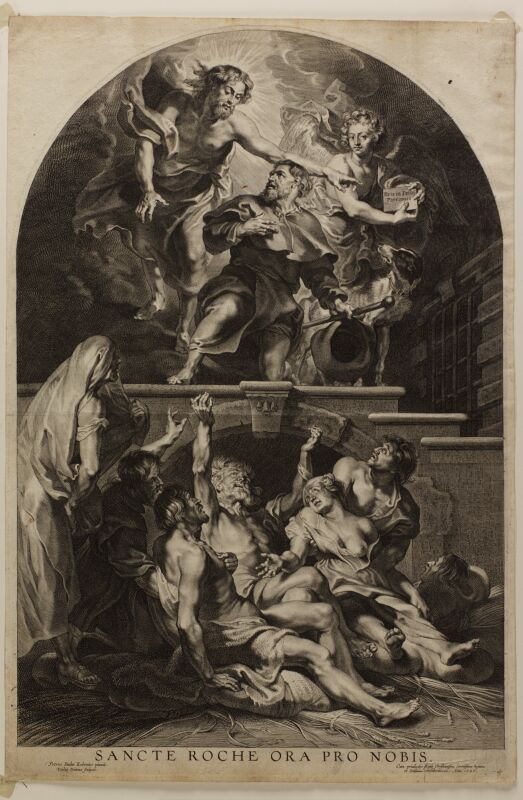
Gravure naar De pestlijders door Paulus Pontius, gedateerd 1626

Deze compositie van Rubens genoot een grote populariteit; de afbeelding van de intensief aanbeden pestheilige vond een zeer ruime verspreiding, zowel in geschilderde kopieën als in prenten. Een gravure door Paulus Pontius is 1626 gedateerd.

## Geschiedenis
Het doek is gemaakt op vraag in 1619 van de Sint-Rochusgilde (vermogende gilde van graan- en hophandelaren) voor de Sint-Martinuskerk in het Belgische Aalst. Zoals vele meesterwerken werd het doek van Rubens in de Franse tijd in 1794 afgevoerd naar Parijs. Onder het bewind van Napoleon was het in de Grande Galerie van het Louvre te bezichtigen. Restitutie volgde in 1816 na de val van Napoleon. Het inspireerde Karel Broeckaert tot een gelegenheidsgedicht, Wederkomst van het ontstolen tafereel. Een zekere Terbard maakte in dat jaar ook een kopie op kleiner formaat, bewaard in het kasteel van Gaasbeek.
Gedurende de Eerste Wereldoorlog werd, onder dreiging van bombardering van de kerk en terwijl vijandelijke troepen reeds door de stad marcheerden, het doek weggeborgen. Onder aanvoering van Franz Callebaut, toenmalig voorzitter van het Aalstersche Kunstkring, werd het van zijn raamwerk gehaald, opgerold en naar een veilig heenkomen in een bankkluis gebracht. Hiermee was het schilderij aan een gewis einde ontkomen: de kerk kwam gehavend uit de bombardement gedurende de slag om Aalst en na de wapenstilstand zouden Duitsers nog naar het schilderij gezocht, maar niet gevonden hebben. Op 29 maart 1947 ontstond er een brand in het dak van de Sint-Martinuskerk en moest het werk opnieuw in veiligheid worden gebracht. Hoewel nog in goede staat, was het doek toe aan een drastische restauratie, waarbij onder meer een nieuw doek moest worden aangelegd. Deze restauratie werd na de oorlog met succes uitgevoerd. In 2020 en 2021 werd de multimediale belevingsexpo Iedereen Rubens georganiseerd op de zolder van de Sint-Martinuskerk om het Rubensdoek te belichten.
De transfiguratie (1604-05) · Portret van de kunstenaar en zijn vrouw in een prieel van kamperfoelie (1609) · Kruisoprichting (1610) · Kruisafneming (1611) · De verrijzenis van Christus (1611-12) · De vier filosofen (1611-1612) · Het verschijnen van de Heilige Geest aan de Heilige Teresa van Avila (1612-14) · De ontdekking van Romulus en Remus (circa 1613) · De Rockoxtriptiek (1613-15) · De onthoofding van de heilige Catharina van Alexandrië (circa 1615) · Kruisafneming (1616-17) · Oude vrouw en jongen met kaarsen (1616-1617) · Medusa (ca. 1617) · Het aardse paradijs met de zondeval van Adam en Eva (ca. 1617) · De verloren zoon (1618) · De heilige Maria Magdalena in extase (1619-20)· De drie gratiën (1620-23) · Diana en haar nimfen maken zich klaar voor de jacht (1623-24) · Bekering van de H. Bavo (1623-24) · Heilige Rochus door Christus aangesteld tot patroon van de pestlijders (1623-26) · Aanbidding der Koningen (1624) · Portret van Matthaeus Yrsselius (circa 1624) · Tenhemelopneming van Maria (1625-26) · Portret van Anna van Oostenrijk (1625-26) · Angelica en de kluizenaar (1626-28) · De ontvoering van Europa (1628-29) · Laatste Avondmaal (1631-32) · Franciscus van Assisi ontvangt de stigmata (1633) · De roof van de Sabijnse maagden (1634-36) · Dans van dorpelingen en mythische figuren (1635) · Herfstlandschap met uitzicht op het Steen (1636) · De hond van Hercules ontdekt het purper (ca. 1636) · Saturnus verslindt een zoon (ca. 1636-37) · Het pelsken (ca. 1636-38)